# 찰스 D. 브라운
찰스 D. 브라운(Charles D. Brown, 1887년 7월 1일 ~ 1948년 11월 25일)은 미국의 배우, 영화배우이다.

## 영화
- 조용히 나를 따라와요 (1949년)
- 온 아워 메리 웨이 (1948년)
- 레일로디드 (1947년)
- 스매쉬업 (1947년)
- 더 맨 후 데어드 (1946년)
- 스웰 가이 (1946년)
- 웨이크 업 앤 드림 (1946년)
- 살인자들 (1946년)
- 마사 아이버스의 위험한 사랑 (1946년)
- 명탐정 필립 (1946년)
- 이브 뉴 허 애플스 (1945년)
- 히어 컴 더 웨이브스 (1944년)
- 업 인 암스 (1944년)
- 폴로우 더 보이즈 (1944년)
- 레이디 테이크 어 찬스 (1943년)
- 스웨터 걸 (1942년)
- 록시 하트 (1942년)
- 분노의 포도 (1940년)
- 더 아시스 폴리스 오브 1939 (1939년)
- 베이비 인 암스 (1939년)
- 진부한 천사 (1938년)
- 쓰루브레드 돈 크라이 (1937년)
- 1937년의 황금광들 (1936년)
- 댄스 오브 라이프 (1929년)